# Chicago Police Department
Das Chicago Police Department (CPD) ist die Polizeibehörde der Stadt Chicago. Es ist nach dem New York City Police Department die zweitgrößte kommunale Polizeibehörde der Vereinigten Staaten. Dem CPD gehören ungefähr 13.500 Polizeivollzugsbeamte und über 1.925 zivile Angestellte an. Erstmals erwähnt wurde das CPD 1835. Es gilt als eine der ältesten Polizeibehörden der Welt. Das Justizministerium der Vereinigten Staaten hat das Department in der Vergangenheit für schlechte Ausbildung, mangelnde Kontrolle und den Einsatz unverhältnismäßiger Gewalt kritisiert.

## Struktur
Der Polizeipräsident der Polizei leitet das Chicago Police Department. Mit der Unterstützung des Ersten stellvertretenden Polizeipräsidenten verwaltet der Polizeipräsident vier Büros, die jeweils noch einmal von einem extra Büroleiter verwaltet werden.
Der Bürgermeister ernannte den ehemaligen Bureau of Patrol Chief Eddie T. Johnson zum Polizeipräsident am 28. März 2016. Sein Vorgänger als Polizeipräsident war Garry F. McCarthy, ehemaliger Direktor des Newark, New Jersey, Police Department; Dies wurde am 8. Juni 2011 vom Stadtrat bestätigt. McCarthy war der bestbezahlte Stadtangestellte mit einem Jahresgehalt von 260.004 USD. McCarthy trat auf Anfrage von Rahm Emanuel aufgrund der hohen Mordrate der Stadt und dem Umgang seines Departments mit der Schießerei von Laquan McDonald zurück.
Vor McCarthy’s Ernennung zum Polizeipräsidenten war Jody Weis seit Februar 2008 Polizeipräsident. Zu dieser Zeit war Weis der zweite Polizeipräsident von Chicago, der von außerhalb der Stadt eingestellt wurde. Er ersetzte Philip J. Cline, der am 3. August 2007 offiziell in den Ruhestand trat. Weis Vertrag lief am 1. März 2011 aus. Bürgermeister Richard M. Daley ernannte vorübergehend Clines Vorgänger Terry Hillard zum Polizeipräsidenten.
Aktuell ist der erste stellvertretende Polizeipräsident Anthony Riccio. Ernannt wurde er vom Bürgermeister Rahm Emanuel.
Ab März 2019 sind die sechs Büros der Abteilung:
- Bureau of Patrol (BOP): Büroleiter Fred Waller
- Bureau of Detectives: Büroleiterin Melissa A. Staples
- Bureau of Organized Crime (BOC): Büroleiter Noel Sanchez
- Bureau of Organizational Development: Büroleiterin Barbara West
- Bureau of Technical Services: Büroleiter Jonathan H. Lewin
- Bureau of Internal Affairs: Büroleiter Keith A. Calloway

Jede Büroleiter, mit Ausnahme des Büroleiter des Bureau of Internal Affairs, erstattet dem Ersten stellvertretenden Polizeipräsidenten der Polizei direkt Bericht. Das Bureau of Internal Affairs untersteht dem Büro des Polizeipräsidenten.
Es gibt 22 Polizeibezirke, die von 25 im Jahr 2012 konsolidiert wurden. Jeder Bezirk unterliegt einem Commander, der seinen Bezirk überwacht. Die Commander berichten an drei stellvertretenden Area Deputy Chiefs, die dem Bureau of Patrol Chief Bericht erstatten.
Im Jahr 1960 schuf die Stadtregierung eine fünfköpfige Polizeibehörde, die den Auftrag hatte, einen Polizeipräsidenten als Chef für Polizeibeamte zu ernennen, der Regeln und Vorschriften für das Polizeisystem entwarf und verabschiedet, Budgetanträge beim Stadtrat einreicht sowie Entscheidung in Disziplinarfällen mit Polizeibeamten. Der Kriminologe O.W. Wilson wurde als erster Polizeipräsident der Polizei eingestellt und diente bis 1967, als er in den Ruhestand ging.

## Bureau of Detectives
Die Ermittlungsfunktionen sind dem Bureau of Detectives unterstellt. Das Bureau of Detectives wird vom Chief of Detectives geleitet. Die Detective Division umfasst die drei Area Detective Divisions. Der Deputy Chief der Special Investigations Unit (Sonderermittlungseinheit) beaufsichtigt die Central Investigations Division, die Forensic Services Division, zu der das Mobile Crime Lab der forensischen Ermittler gehört, ET-North and ET-South (welche die beiden kriminaltechnischen Einheiten sind), und die Youth Investigations Division (Jugendermittlungseinheit).
Die Einheit für Terrorismusbekämpfung und Nachrichtendienste umfasst das Deployment Operations Center, die Intelligence Section, die Airport Law Enforcement Section, die Public Transportation Section (Sektion für öffentliche Verkehrsmittel) und die Bomb and Arson Section (Sektion für Bomben und Brandstiftung). Die Organized Crime Division (Einheit für organisierte Kriminalität) besteht aus der Narcotics Section (Sektion für Betäubungsmittel), der Gang Investigations Section (Sektion für Bandenermittlungen), der Gang Enforcement Section, der Vice Control Section und der Asset Forfeiture Unit (Einheit für Einziehung von Vermögenswerten).
Der Chief of Detectives und der Chief of Organized Crime erstatten dem Ersten stellvertretenden Polizeipräsidenten Bericht. Zwei Deputy Chiefs unterstützen den Chief of Detectives, während ein Deputy Chief den Chief of OCD unterstützt.
Die Stadt ist in drei Kriminalbereiche (Nord, Zentral und Süd) aufgeteilt. Jeder Bereich wird von einem Commander geführt.

## Dienstgrade
| Bezeichnung | Abzeichen | Anmerkungen |
| --- | --------- | --- |
| Superintendent of Police (Polizeipräsident) |           | Wird vom Bürgermeister von Chicago ernannt. Höchster Dienstgrad im Chicago Police Department |
| First Deputy Superintendent of Police (Erster stellvertretender Polizeipräsident)                                                                       |           | Wird vom Polizeipräsidenten ernannt. Zweithöchster Rang im Chicago Police Department |
| Chief |           | Dienstgrad seit 8. September 2011; Die Chiefs sind in der Regel für eine Abteilung verantwortlich. |
| Deputy chief (Stellvertretender Chief) |           | Dienstgrad seit 8. September 2011 |
| Commander |           | Commander sind in der Regel für einen Distrikt zuständig. |
| Captain |           | Captains sind in der Regel leitende Angestellte von Distrikten. |
| Lieutenant |           | Lieutenants übernehmen teilweise die Leitung kleinerer Abteilungen in Polizeirevieren. |
| Sergeant |           | |
| Field training officer (Ausbildungsbeamter) |           | Ausbildungsbeamte tragen einen Chevron über einer Wippe mit „FTO“ in der Mitte des Abzeichens, stellen jedoch keinen eigenständigen Dienstgrad dar. |
| Police officer (Polizeibeamter) zugeteilt als: Kriminalbeamter, Jugendoffizier, Bandenspezialist, Polizeiagent oder als Ermittler bei schweren Unfällen |           | Detectives stellen in Chicago keinen eigenständigen Dienstgrad dar, sondern sind Polizeibeamte, die spezialisierten Einheiten zugeordnet sind, wie z. B. Gewaltverbrechen, Raub, Banden und Betäubungsmittel (NAGIS), Abteilung für innere Angelegenheiten (IAD), Hauptabteilung für Unfalluntersuchungen (MAIS) usw. (sofern sie nicht den Rang eines Sergeanten oder höher innehaben). |
| Police officer (Polizeibeamter) |           | Police officers sind Polizeibeamte im niedrigsten Dienstgrad. Sie erhalten Funkaufträge, führen Patrouillen durch und reagieren bei Bedarf auf andere Notfälle. |

## Demografie
Im Jahr 2010 setzte sich das gesamte Personal der Behörde wie folgt zusammen:
- Männlich: 70 %
- Weiblich: 30 %
- Weiß: 49 %
- Afroamerikaner/Schwarz: 29 %
- Hispanic: 19 %
- Andere: 3 %[2]